# Pelomyia intermedia
Pelomyia intermedia är en tvåvingeart som beskrevs av Malloch 1934. Pelomyia intermedia ingår i släktet Pelomyia och familjen Canacidae. Inga underarter finns listade i Catalogue of Life.